# Elazığ
Elâzığ (phát âm tiếng Thổ Nhĩ Kỳ: [elaˈzɯː] hay [ˈelazɯː]; tiếng Armenia: Խարբերդ; Kh'arberd/Harput, tiếng Syriac: ܚܪܦܘܬ; Ḥarfuṭ/Kharpuṭ) là một thành phố nằm trong tỉnh Elâzığ của Thổ Nhĩ Kỳ. Thành phố Elâzığ có diện tích km2, dân số thời điểm năm 2009 là 305.787 người, dân số năm 2010 là 331.479 người. Đây là thành phố lớn thứ 22 tại Thổ Nhĩ Kỳ. Thành phố nằm trên một đồng bằng có độ cao 1067 mét trên mực nước biển. Elâzığ bị động đất năm 2010. 
Elâzığ ban đầu phát triển như là một sự mở rộng của thành phố lịch sử Harput, một thành phố nằm trên đồi và khó đến vào mùa đông.
Một trong những nhân tố quyết định sự phát triển của thành phố này là quá trình xây đập Keban thủy điện từ thập niên 1970 nằm cách thành phố 45 km. Đập này đã tạo ra hồ chứa nước nhân tạo.

## Khí hậu
| Dữ liệu khí hậu của Elazığ                  | Dữ liệu khí hậu của Elazığ | Dữ liệu khí hậu của Elazığ | Dữ liệu khí hậu của Elazığ | Dữ liệu khí hậu của Elazığ | Dữ liệu khí hậu của Elazığ | Dữ liệu khí hậu của Elazığ | Dữ liệu khí hậu của Elazığ | Dữ liệu khí hậu của Elazığ | Dữ liệu khí hậu của Elazığ | Dữ liệu khí hậu của Elazığ | Dữ liệu khí hậu của Elazığ | Dữ liệu khí hậu của Elazığ | Dữ liệu khí hậu của Elazığ |
| Tháng                                       | 1                          | 2                          | 3                          | 4                          | 5                          | 6                          | 7                          | 8                          | 9                          | 10                         | 11                         | 12                         | Năm                        |
| ------------------------------------------- | -------------------------- | -------------------------- | -------------------------- | -------------------------- | -------------------------- | -------------------------- | -------------------------- | -------------------------- | -------------------------- | -------------------------- | -------------------------- | -------------------------- | -------------------------- |
| Cao kỉ lục °C (°F)                          | 13.0 (55.4)                | 18.6 (65.5)                | 26.4 (79.5)                | 32.2 (90.0)                | 34.4 (93.9)                | 38.6 (101.5)               | 42.2 (108.0)               | 42.2 (108.0)               | 39.0 (102.2)               | 32.1 (89.8)                | 24.3 (75.7)                | 19.6 (67.3)                | 42.2 (108.0)               |
| Trung bình ngày tối đa °C (°F)              | 4.0 (39.2)                 | 6.3 (43.3)                 | 12.4 (54.3)                | 18.4 (65.1)                | 24.2 (75.6)                | 30.7 (87.3)                | 35.2 (95.4)                | 35.2 (95.4)                | 30.1 (86.2)                | 22.6 (72.7)                | 13.1 (55.6)                | 5.9 (42.6)                 | 19.8 (67.6)                |
| Trung bình ngày °C (°F)                     | 0.1 (32.2)                 | 1.5 (34.7)                 | 6.7 (44.1)                 | 12.1 (53.8)                | 17.1 (62.8)                | 23.0 (73.4)                | 27.4 (81.3)                | 27.3 (81.1)                | 21.9 (71.4)                | 15.3 (59.5)                | 7.3 (45.1)                 | 2.2 (36.0)                 | 13.5 (56.3)                |
| Tối thiểu trung bình ngày °C (°F)           | −3.1 (26.4)                | −2.6 (27.3)                | 1.6 (34.9)                 | 6.2 (43.2)                 | 10.3 (50.5)                | 14.7 (58.5)                | 19.0 (66.2)                | 18.9 (66.0)                | 13.9 (57.0)                | 8.8 (47.8)                 | 2.6 (36.7)                 | −0.9 (30.4)                | 7.4 (45.3)                 |
| Thấp kỉ lục °C (°F)                         | −22.6 (−8.7)               | −21.4 (−6.5)               | −17.0 (1.4)                | −7.0 (19.4)                | 0.0 (32.0)                 | 4.0 (39.2)                 | 6.7 (44.1)                 | 10.2 (50.4)                | 1.0 (33.8)                 | −2.2 (28.0)                | −15.2 (4.6)                | −22.6 (−8.7)               | −22.6 (−8.7)               |
| Lượng Giáng thủy trung bình mm (inches)     | 37.8 (1.49)                | 41.8 (1.65)                | 50.9 (2.00)                | 60.7 (2.39)                | 51.4 (2.02)                | 13.6 (0.54)                | 3.3 (0.13)                 | 1.3 (0.05)                 | 9.9 (0.39)                 | 42.1 (1.66)                | 45.6 (1.80)                | 45.6 (1.80)                | 404.0 (15.91)              |
| Số ngày giáng thủy trung bình               | 8.03                       | 8.63                       | 9.60                       | 10.53                      | 10.03                      | 3.70                       | 1.47                       | 1.00                       | 2.87                       | 6.73                       | 6.70                       | 8.90                       | 78.2                       |
| Số giờ nắng trung bình tháng                | 89.9                       | 101.7                      | 151.9                      | 180.0                      | 251.1                      | 303.0                      | 334.8                      | 303.8                      | 261.0                      | 198.4                      | 132.0                      | 65.1                       | 2.372,7                    |
| Số giờ nắng trung bình ngày                 | 2.9                        | 3.6                        | 4.9                        | 6.0                        | 8.1                        | 10.1                       | 10.8                       | 9.8                        | 8.7                        | 6.4                        | 4.4                        | 2.1                        | 6.5                        |
| Nguồn: Turkish State Meteorological Service |                            |                            |                            |                            |                            |                            |                            |                            |                            |                            |                            |                            |                            |

## Thành phố kết nghĩa
- Akmola (tỉnh), Kazakhstan[2]
- Mamusha, Kosovo[2]